# Beatriz Galindo

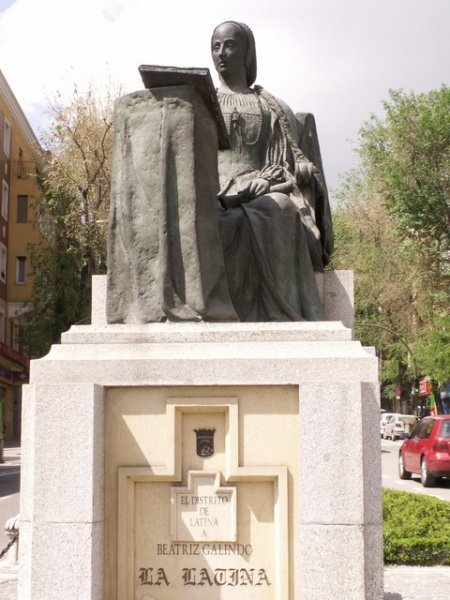
Monument a Beatriz Galindo, a Madrid.

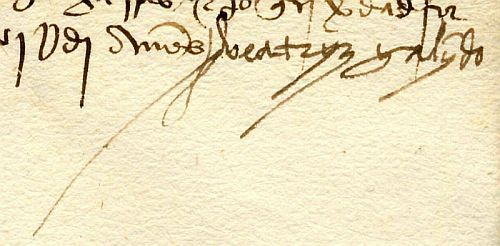
Firma hològrafa de Beatriz Galindo (Granada, 19–3–1501).

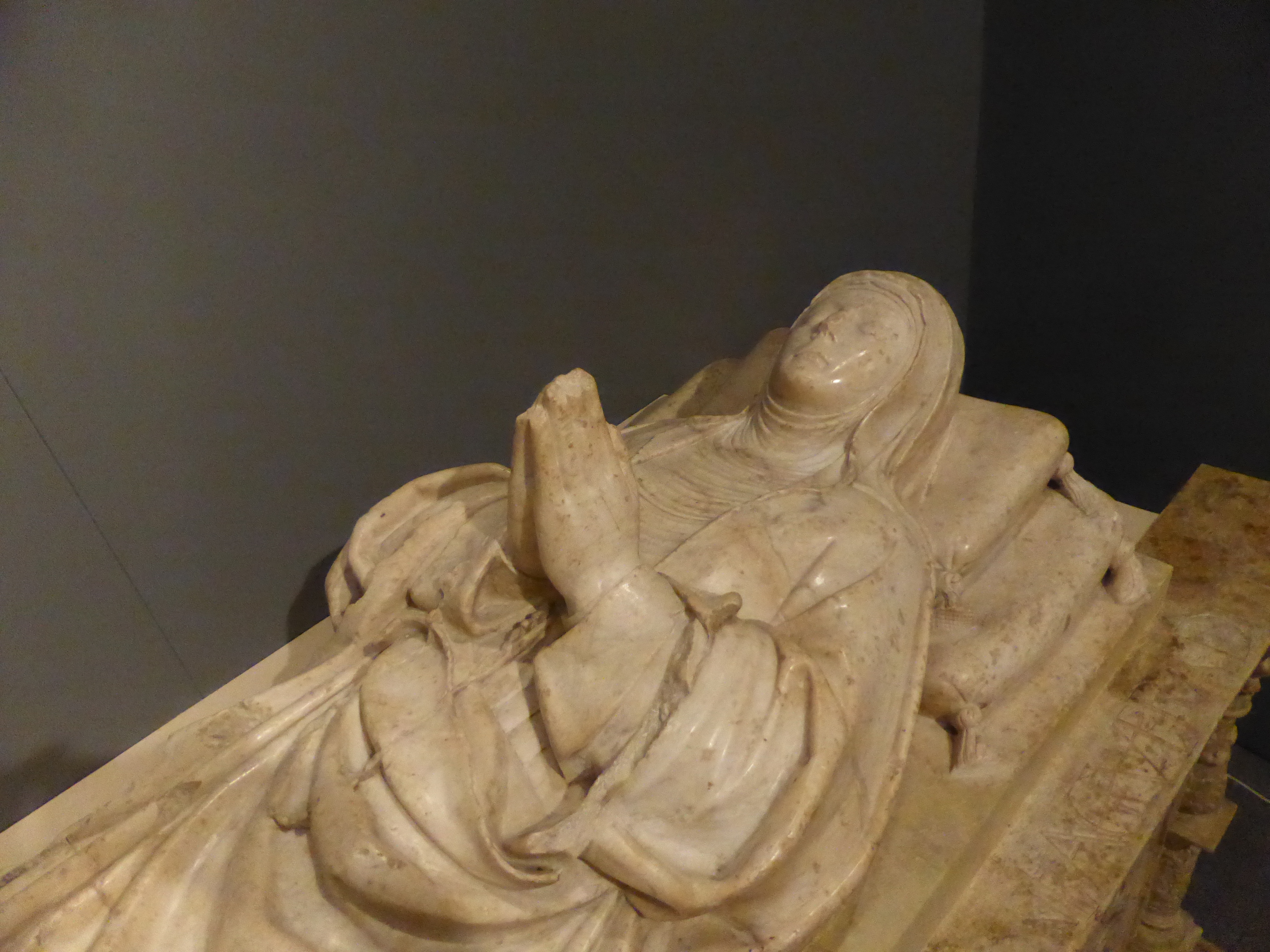
Escultura jacent de Beatriz Galindo

Beatriz Galindo, anomenada «la Latina» (Salamanca, cap a 1465 – Madrid, 23 de novembre de 1535), va ser una escriptora i humanista castellana. Va formar part de les doctae puellae, el grup de sàvies que feien de preceptores dels fills dels Reis Catòlics.

## Biografia
Beatriz Galindo, nascuda en el si d'una família d'hidalgos, va ser escollida per a ser monja per la destresa que va demostrar en el domini del llatí, i per això va ser coneguda com "la Latina"; però abans d'ingressar al convent fou cridada per anar a la Cort, per part de la reina Isabel la Catòlica.
Es va casar l'any 1491 amb el capità artiller i conseller dels Reis Catòlics Francisco Ramírez de Madrid, amb qui va tenir dos fills. Deu anys després enviudà; es va retirar de la Cort, i va fixar la seva residència a Madrid, a l'actual palau de Viana.
Després de la mort de la reina Isabel la Catòlica, Beatriz va deixar les corts per dedicar-se al estudi i va fundar l'Hospital de la Latina (1499-1507) i els convents, o monestirs, de la Concepción Francisca i la Concepción Jerónima (aquí va ser enterrada), a Madrid, on es donava instrucció a nenes de famílies sense recursos. També va impartir classes de llatí a la Universitat de Salamanca i al convent de les Jerònimes va establir una acadèmia filosòfica dedicada al estudi dels clàssics. Se li atribueixen poesies en llatí, uns Comentarios sobre Aristoteles i també Anotaciones sobre escritores clásicos antiguos.

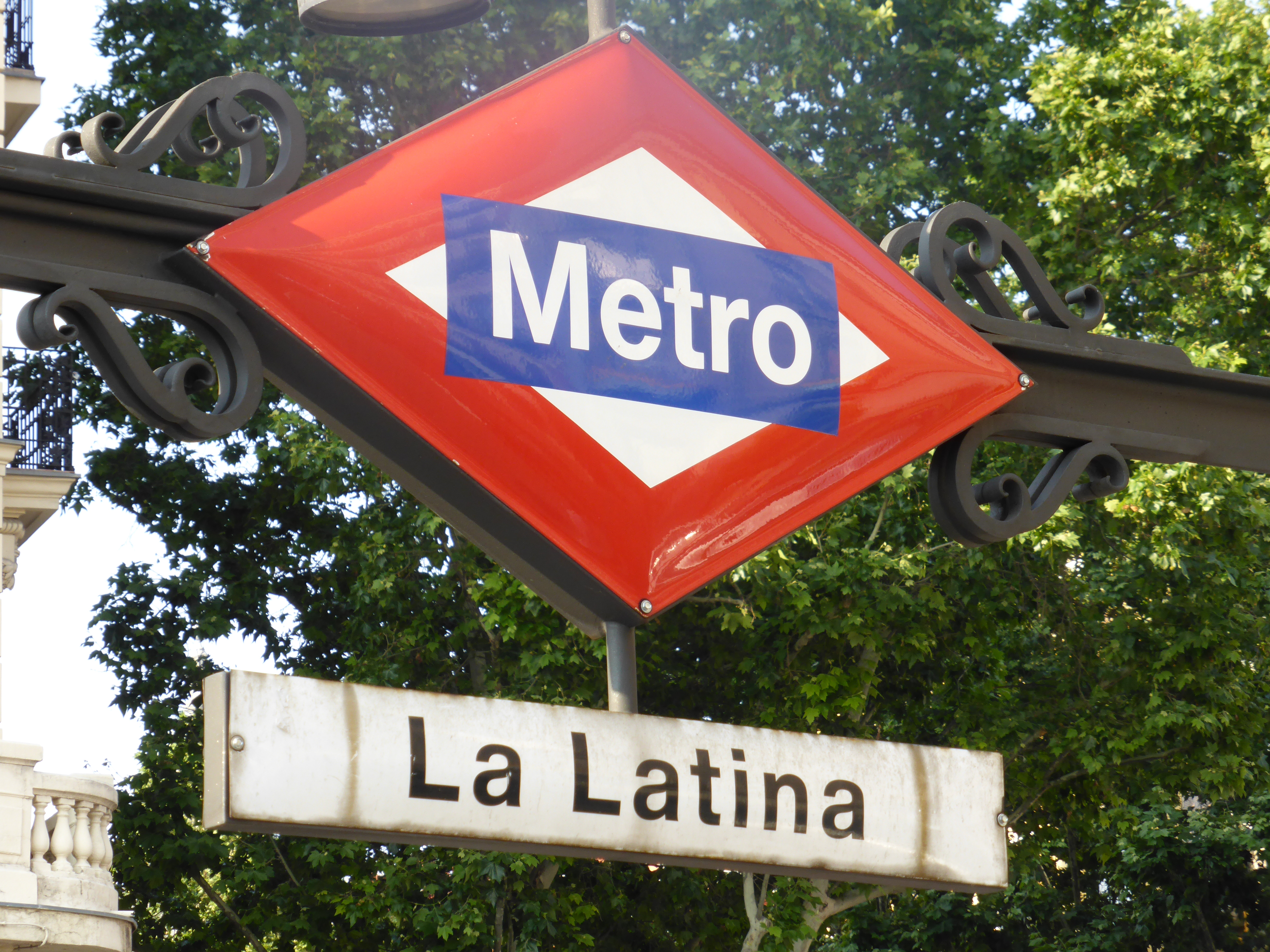
Cartell del Metro de l'estació de La Latina a Madrid.

El barri de La Latina de Madrid pren aquest nom per l'àlies de Beatriz Galindo, donat que va ser el barri de Madrid on ella va viure. Del mateix origen és el nom del districte de Latina (distrito de Latina), també a Madrid.